# 卡拉·布魯尼
卡拉·布魯尼-薩科齊（法语：Carla Bruni-Sarkozy，1967年12月23日—），法国籍義大利裔著名歌手與超級名模，前任法國總統尼古拉·薩科齊的妻子。

## 早年生活
布吕尼原名Carla Gilberta Bruni Tedeschi。父親是義大利富有的工業家及歌劇作曲家，母親是鋼琴家，演員瓦萊麗雅是布魯尼同母異父的姐姐。
受父母的熏陶，布魯尼9岁的时候就开始学弹吉他，父母原想要她学弹钢琴，但她总是不成器。布魯尼是在萧邦，舒伯特和马勒的音乐声中长大的，后来又爱上了Serge Gainsbourg的音乐，还有英国摇滚乐队Beatles，the Rolling Stones，the Clash和the Velvet Underground，美国的爵士乐如Muddy Waters 和Ella Fitzgerald等。
布魯尼五歲時，她家族受到左翼組織的恐嚇，於是一家1975年移居法國，從此便在布魯尼身上留下陰影。布魯尼先後在瑞士和巴黎讀書。

## 模特事業
布魯尼19歲時當上模特。憑着高朓身材及迷人外表，迅速走紅。同年，她被选为GUESS品牌的代言模特兒，之后，布魯尼开始频繁出现在时装杂志的封面上，并为Christian Dior，Chanel，Givenchy，Yves Saint Laurent等多个名牌拍过广告和行过时装秀。1988年，布魯尼已经年收入750万，成为更是全球二十位身價最高的模特兒之一。1993年，Michel Comte為布魯尼拍裸照；該照片於2008年被拍賣。

## 音樂事業
音乐是布魯尼一生的梦想，演出之余她常在酒店房间或后台自弹自唱。
1998年起，布魯尼淡出T型台；2000年，著名歌星Julien Clerc邀请布魯尼为他的新专輯《Si j'étais elle》写歌，布魯尼为专輯里的六首歌填了词，其中，主打歌曲《Si j'étais elle》成为流行榜上的热门作品。这成为布魯尼进军歌坛的一个成功的开端，藉着这张专輯的成功，布魯尼得以有机会与Lynda Lemay，Bénabar，Vincent Delerm， Benjamin Biolay和Keren Ann等优秀的作詞家交流。

## 音樂作品

### 專輯
- 2003: Quelqu'un m'a dit
- 2007: No Promises
- 2008: 好像什麼都沒發生
- 2013: Little French Songs
- 2017: French Touch

### 作為合作藝人
- 2016: Vole (feat. Nolwenn Leroy, Laurent Voulzy...)

## 萨科齐夫人

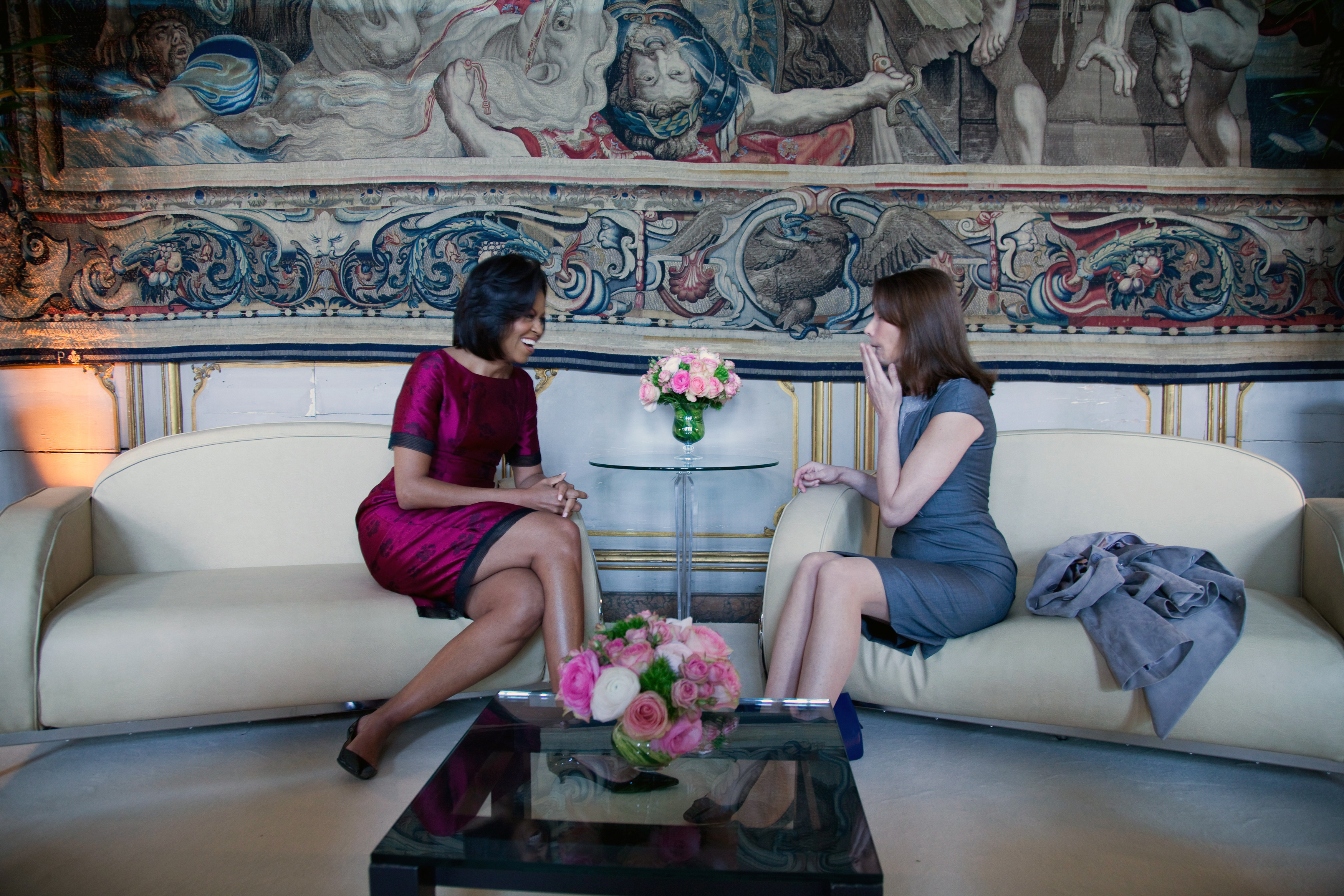
布魯尼和美国第一夫人米歇尔·奥巴马

2007年11月，布吕尼与萨科齐相识，迅速坠入爱河。2008年2月2日，两人闪婚，萨科齐成为第一位在位期间结婚的法国总统，布吕尼成为第一夫人。
2011年10月19日，布吕尼生了一名女婴，取名为Giulia Bruni-Sarkozy，这是萨科齐的第四个子女（原本已有三个儿子）和布吕尼的第二个子女（原本已有一个儿子），萨科齐夫妇均表示会让这千金有一个清静安稳的童年。

## 外部連結
- （法文）（英文）（日語）（德文）（西班牙文）（意大利文）卡拉·布魯尼官方網站
- 卡拉·布魯尼在互联网电影资料库（IMDb）上的資料（英文）
- 卡拉·布吕尼於模特兒目錄（Fashion Model Directory）的相關資料

| 榮銜                     | 榮銜                                     | 榮銜                              |
| ------------------------ | ---------------------------------------- | --------------------------------- |
| 前任： 瑟西莉雅·亞提亞斯 | 法國第一夫人 2008年2月2日 -2012年5月15日 | 繼任： 瓦莱丽·特里耶维勒 （伴侣） |